# Salts al Campionat del Món de natació de 2013 – 3 metres trampolí sincronitzat masculí
La prova de 3 metres trampolí sincronitzat es va disputar el 23 de juliol de 2013 a la Piscina Municipal de Montjuïc de Barcelona. La preliminar es va celebrar al matí, i la final a la tarda.

## Resultats
Verd: Classificats per la final
| Posició | Saltadors                                 | País                 | Preliminar | Preliminar | Final  | Final   |
| Posició | Saltadors                                 | País                 | Punts      | Posició    | Punts  | Posició |
| ------- | ----------------------------------------- | -------------------- | ---------- | ---------- | ------ | ------- |
| 1       | Qin Kai He Chong                          | R.P. de la Xina      | 454.32     | 1          | 448.86 | 1       |
| 2       | Ilya Zakharov Evgeny Kuznetsov            | Rússia               | 445.32     | 2          | 428.01 | 2       |
| 3       | Rommel Pacheco Jahir Ocampo               | Mèxic                | 404.97     | 6          | 422.79 | 3       |
| 4       | Patrick Hausding Stephan Feck             | Alemanya             | 427.68     | 3          | 411.27 | 4       |
| 5       | Troy Dumais Michael Hixon                 | Estats Units         | 406.98     | 5          | 410.85 | 5       |
| 6       | Ooi Tze Liang Ahmad Amsyar Azman          | Malàisia             | 382.77     | 8          | 404.61 | 6       |
| 7       | Illya Kvasha Oleksiy Pryhorov             | Ucraïna              | 420.81     | 4          | 403.65 | 7       |
| 8       | Nicholas Robinson-Baker Christopher Mears | Regne Unit           | 388.92     | 7          | 391.53 | 8       |
| 9       | René Hernández Jorge Luis Pupo            | Cuba                 | 366.99     | 12         | 381.72 | 9       |
| 10      | Kim Yeong-Nam Woo Ha-Ram                  | Corea del Sud        | 378.24     | 10         | 377.34 | 10      |
| 11      | Stefanos Paparounas Michail Fafalis       | Grècia               | 382.77     | 8          | 376.02 | 11      |
| 12      | Giovanni Tocci Andreas Billi              | Itàlia               | 372.96     | 11         | 362.88 | 12      |
| 13      | Alfredo Colmenarez Jesus Liranzo          | Veneçuela            | 360.03     | 13         | 7      | 13      |
| 14      | Héctor García Nicolás García              | Espanya              | 341.16     | 14         | 6      | 14      |
| 15      | Chow Ho Wing Jason Poon                   | Hong Kong            | 326.46     | 15         | 5      | 15      |
| 16      | Frandiel Gomez Argenis Alvarez            | República Dominicana | 323.46     | 16         | 4      | 16      |
| 17      | Andryan Andryan Akhmad Sukran Jamjami     | Indonèsia            | 313.26     | 17         | 3      | 17      |
| 18      | Ng Wai Hou Leong Kam Cheong               | Macau                | 299.70     | 18         | 2      | 18      |
| 19      | Dimitry Prosvirinin Dmitriy Sorokin       | Azerbaidjan          | 294.66     | 19         | 1      | 19      |